# Cultura de la cancel·lació

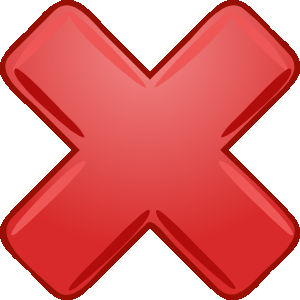

La cultura de la cancel·lació (de l'anglès: cancel culture) és un neologisme de la cultura pop dels Estats Units que fa referència al fet de retirar el suport, ja sigui moral, financer, digital o fins i tot social, a aquelles persones o organitzacions que es consideren, per algun motiu, inadmissibles. Això es produeix com a conseqüència de determinats comentaris o accions, o perquè aquestes persones o institucions transgredeixen les expectatives que hi havia sobre elles. Es defineix com «una crida a boicotejar algú –generalment una celebritat– que ha compartit una opinió qüestionable o impopular a les xarxes socials». El terme cancel culture o cancelling va començar a utilitzar-se en 2015, però va ser a partir de 2018 quan va començar a guanyar popularitat. Es relaciona amb l'anomenat assassinat de la reputació.
L'impacte de la cultura de la cancel·lació pot afectar seriosament l'economia dels implicats, com ha passat a artistes musicals com Kanye West o presentadors de televisió com Bill O'Reilly, Charlie Rose i Roseanne Barr. Aquest es comparat amb una mena de pacte propi del món digital, en el qual un grup de persones acorden no recolzar més a una persona o mitjà. Lisa Nakamura, professora de la Universitat de Míchigan, descriu aquesta cultura com «un acord per no amplificar, publicitar ni donar suport econòmic», i ho relaciona amb l'economia de l'atenció, concloent que «quan prives a algú de la teva atenció, el prives de la seva manera de guanyar-se la vida».

## Reaccions acadèmiques
El concepte de cultura de la cancel·lació té tant defensors com crítics. La seva existència ha estat molt discutida. Es sovint considerada una mesura social poc efectiva, que de vegades produeix fins i tot els efectes oposats als desitjats. Per una altra banda, també hi ha persones que l'exalten com a expressió de l'agència o del poder popular. No obstant això, existeix l'opinió sostinguda que la cancel·lació té efectes reals en les persones famoses, ja que aquestes depenen de l'economia de l'atenció, mentre que els polítics i les entitats financeres no s'hi veuen molt afectats.
En una entrevista amb la revista Vogue, Chidera Eggerue, bloguera de moda, va explicar que la cultura de la cancel·lació és «el resultat de la intensa idolatria que el seguiment online fomenta», afirmant que «quan idolitzes a algú, dius haver trobat un model de rol, una meta, al mateix temps que el deshumanitzes, perquè li lleves la possibilitat d'equivocar-se, la facultat de cometre errors».
Stephanie Smith-Strickland concorda amb la postura d'Eggerue, fent notar que no permet als famosos cometre errors, disculpar-se, o aprendre de les experiències, perquè la resposta per defecte és una cancel·lació permanent i un intent d'posar fi a la seva carrera. També creu que els promotors de les cancel·lacions haurien de recordar que «la presència online no és un reflex fidel de la personalitat, ni és sempre un indicador fidel de la seva evolució personal».
Kimberly Foster adverteix el següent: «aïllar a persones no desfà el dany que puguin haver fet». Descriu la cancel·lació com un acte transaccional, emmarcat en un estil de vida basat en la comoditat, consumisme i capitalisme.
El columnista de la revista VICE Connor Garel titlla a la cultura de la cancel·lació de mite, i afirma que, encara que posseeix aspiracions democràtiques i de reclams del poder popular per mitjà del boicot, rarament posseeix un efecte tangible o significatiu en les vides de les seves víctimes. També pensa que les «regles» de la cultura de la cancel·lació tenen termes i condicions poc definits i es basa en criteris subjectius.
Per la seva banda, Dorothy Musariri afirma que la cancel·lació arrossega el perill de «l'arrogància» que li és inherent, ja que genera un món on cada error es paga amb el silenci, un acte que va definir com «una forma de bullying públic». De manera que la cultura de la cancel·lació es pot tornar amb el temps cada vegada «més agressiva i destructiva i menys tolerant», convertint-se en un moviment menys profitós que l'educació o la conciliació.
Joshua Foti va redactar un article sobre com la cancel culture amenaça amb eliminar els matisos del discurs públic, així com «entorpir les facetes més fosques del món en el qual vivim», la qual cosa dificulta la discussió de problemes ètics o morals complexos, en penjar l'amenaça de la cancel·lació sobre cada comentari a les xarxes. Postula que totes les celebritats corren el risc de fer bromes sexuals o racials en els seus anys juvenils, i expressa preocupació sobre el fet que aquesta cultura no permet discutir l'autèntica motivació de les accions i el seu paper en el creixement personal i la maduració.
Ayishat Akanbi considera la cultura de la cancel·lació com la imposició d'un «pedestal de puresa moral i política» impossible i poc realista, especialment donada la conducta humana i les seves probables ensopegades. Resumeix la situació afirmant que «cancel·lar en lloc d'aconsellar, només ens deixa fracturats».
Garnett Achieng opina que les cultures modernes de la cancel·lació creen espais online poc propicis per aprendre, ja que divideix a les persones entre «bones» i «dolentes» i no reconeix que és possible «desenvolupar noves ideologies amb el temps i descartar aquelles amb les quals ja no s'està d'acord». Considera que centrar-se a perseguir i cancel·lar no és una oportunitat per ensenyar, i fa una crida a examinar els comentaris «per la seva intenció i en el seu context, i ser empàtic abans que apressar-se a atacar a uns altres».

## Reaccions públiques
El concepte de la cultura de la cancel·lació té connotacions majorment negatives i s'empra amb freqüència en debats sobre la censura i la llibertat d'expressió. Segons Keith Hampton, professor d'estudis dels mitjans en la Michigan State University, la pràctica de la cancel·lació ha contribuït a la polarització de la societat nord-americana, però no ha portat a cap canvi d'opinió veritable.
L'expresident dels Estats Units Barack Obama va advertir contra aquesta cultura en els mitjans socials, afirmant que «les persones que fan coses bones també tenen defectes. La gent contra la qual estan lluitant podria estimar als seus fills i, saben, compartir certes coses amb vostès».
En 2020 es va signar la Harper's Letter, un document rubricat per 153 figures públiques i publicat en Harper's Magazine, que ha estat descrit com una fita en el debat sobre la cancel·lació. La carta llança arguments contra la «intolerància cap als punts de vista oposats, la moda del vituperament públic i l'ostracisme, i la tendència a dissoldre problemes polítics complexos amb una certesa moral que cega». Aquest document va rebre el recolzament en una carta pública de diverses personalitats espanyoles i d'altres països, entre els quals es troben Mario Vargas Llosa, Fernando Savater, Adela Cortina i Carmen Posades, que van expressar que «La cultura lliure no és perjudicial per als grups socials desfavorits: al contrari, creiem que la cultura és emancipadora i la censura, per benintencionada que vulgui presentar-se, és contraproduent».

## Exemples
- El director de cinema James Gunn va ser acomiadat de Disney al juliol de 2018 després que sortissin a la llum unes publicacions antigues en xarxes socials, en les quals feia bromes sobre abús infantil i pedofilia.[5] Va ser contractat novament al març de 2019, gràcies a la pressió dels seus fans.[23]
- L'humorista Kevin Hart va haver de declinar el paper de presentador dels Óscars al desembre de 2018, després que es trobessin «comentaris i tuits homòfobs» en els seus comptes.
- La cita de Kanye West sobre que «l'esclavitud era una elecció» pels afroamericans va conduir a la seva cancel·lació.
- La cantant i productora Doja Cat va guanyar popularitat per un vídeo musical viral, fins que uns antics tuits en els quals utilitzava llenguatge homòfob van sortir a la llum.[9]
- La youtuber Laura Lee va perdre patrocinis comercials, quan es van descobrir velles publicacions de contingut racista.
- La presentadora de televisió Maya Jama va ser objecte de crítiques per les seves publicacions sobre «dones negres de pell fosca».
- Mary Bono va perdre el seu lloc de president d'USA Gymnastics, després que es trobés un tuit seu criticant al jugador de la NFL Colin Kaepernick.
- L'humorista Pete Davidson va rebre campanyes de cancel·lació al novembre de 2018, després de burlar-se de Dan Crenshaw, un congressista texà que porta un pedaç ocular per una ferida de guerra, de qui va dir que tenia l'aspecte de «sicari de pel·lícula porno».